# وربوواتس (سوکوبانگا)
وربوواتس (به صربی: Vrbovac) یک منطقهٔ مسکونی در صربستان است که در سوکوبانگا واقع شده‌است. وربوواتس ۵۹۸ نفر جمعیت دارد.